# 巴里·巴里什
巴里·克拉克·巴里什（1936年1月27日—），美国实验物理学家，任加州理工学院林德物理学教授。他是引力波领域的专家，并于2017年“因对LIGO探测器及引力波探测的决定性贡献”而与莱纳·魏斯及基普·索恩共同获得诺贝尔物理学奖。

## 早年及教育经历
巴里·巴里什生于内布拉斯加州的奥马哈。。他的祖先来自当时的波兰东部（这块地区现属白俄罗斯）二战结束后，他们一家人移居至洛杉矶的洛斯费利斯（Los Feliz）。他曾就读于约翰·马歇尔中学（John Marshall High School）等学校。
他於1957年在加州大学伯克利分校获得物理学学士学位，并于1962年获得实验高能物理学的哲学博士学位。1963年，巴里什加入加州理工学院，在国家实验室中从事粒子物理学方面的研究，1963年至1966年任研究员，1966至1991年任副教授、物理学教授，1991年至2005年任林德物理学教授，并于退休后继续担任名誉教授。1984年至1996年间，巴里什还担任加州理工高能物理组主要研究员。

## 研究生涯
巴里什在费米实验室时利用高能中微子碰撞对核子夸克亚结构也做了重要的研究。相关实验是有关弱中性流的开创性的实验，对于格拉肖、萨拉姆及温伯格等人提出的弱电统一理论也非常重要。
20世纪80年代，巴里什担任位于意大利的格兰萨索国家实验室的单极子-天体物理学与宇宙射线天文台（简称）主任，探寻磁单极子并测定宇宙射线中的中微子，为证明中微子具有质量以及中微子震荡提供了部分关键证据。
20世纪90年代早期，巴里什主要研究GEM（伽马射线、电子与μ子）问题。相关实验本会在超导超大型加速器上进行，但在罗伊·施维特斯担任项目主任时终止建设。巴里什是项目的发言人。
巴里什1994年成为激光干涉引力波天文台（LIGO）的主要研究员，并於1997至2006年任天文台主任。他在申请国家科学基金会资助（1994年）及LIGO位于利文斯顿及汉福德的两架干涉仪的建设方面（1997年）付出颇多辛劳。他还创建了LIGO科学合作（LIGO Scientific Collaboration）机制。目前在世界各地，有1000余名合作者参与了这个项目。
而在LIGO原始的实际精度碰到观测极限后，时任天文台主任的巴里什又提出了“进阶LIGO”（Advanced LIGO）计划。目前，他仍是LIGO与进阶LIGO的主要负责人之一。2015年9月14日，LIGO探测到了由两个质量约为太阳30倍的黑洞并合而产生的引力波信号。这是自爱因斯坦1916年预言引力波存在后首次直接探测到的引力波信号，同时也是对双黑洞并合这类事件的首次观测。2016年2月11日，巴里什在CERN向科学界首次公开这一发现。
2001年至2002年间，巴里什成为高能物理顾问小组的领导者之一，负责规划美国高能物理学的长期计划。他还曾担任粒子和场委员会以及IUPAP美国联络委员会主席。2002年，他担任美國國家科學研究委員會与天文中微子设备评估委员会主席。
2005年至2013年间，巴里·巴里什担任国际直线对撞机全球设计工作组主任。ILC是全球范围内目前最受瞩目的粒子物理学研究项目。它作为CERN的大型强子对撞机的补充，主要研究TeV能量量级的情形。世界各地的共同协力在该计划从创想到设计以至实际建设都得到了体现。

## 所获荣誉

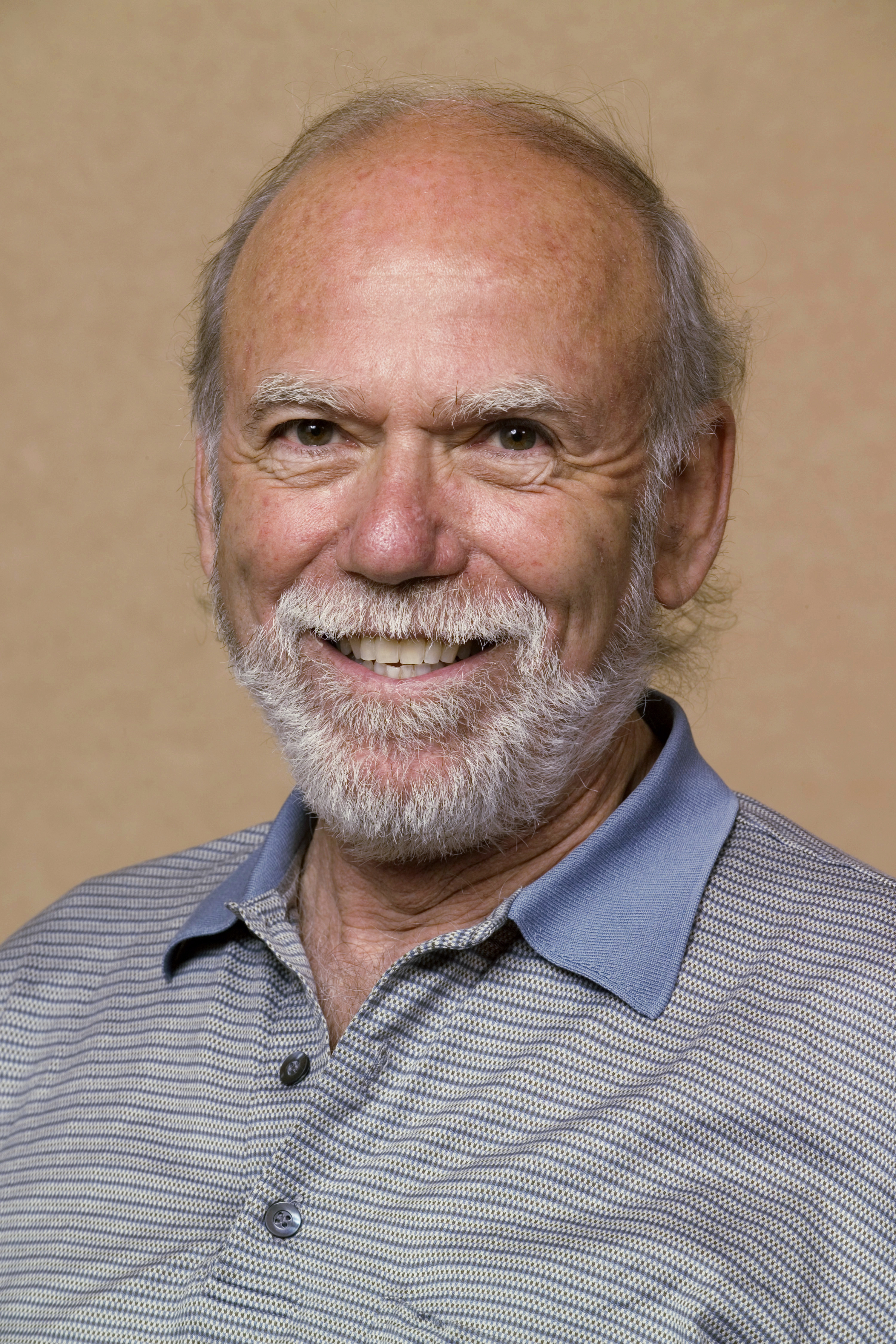
2005年的巴里什

巴里什曾被推选成为下列机构的成员：
- 美国文理科学院
- 美国国家科学院
- 美国国家科学基金会理事会（英语：National Science Board）
- 美國物理學會（2008年任副主席）
- 美国科学促进会

因其在LIGO建设以及引力波探测等等方面的成就，巴里什曾被授予以下奖项与荣誉：
- 克洛普斯特格奖（2002）[19]
- 博洛尼亚大学（2006）[20]、佛罗里达大学（2007）[21]以及格拉斯哥大学（2013）等学府授予的荣誉学位
- 2016年世界科学节期间出版的《站在巨人肩膀上》（On the Shoulders of Giants）中被称作“物理学的巨人”（Titan of Physics）[22]
- 恩里科·费米奖（2016）[23]
- 《史密森尼》杂志评选的物理科学类美国天才奖（2016）[24]
- 亨利·德雷伯獎章（2017）[25]
- 歐洲物理學會颁发的朱塞佩与万那·科科尼奖（2017）[26]
- 与莱纳·魏斯及基普·索恩共同获得阿斯图里亚斯亲王奖[27]、复旦-中植科学奖[28]以及诺贝尔物理学奖[1]（2017）

## 延伸阅读
- Cho, A. . Science. 2016-09-26. doi:10.1126/science.aah7350.
- Cho, A. . Science. 2006-05-26, 312 (5777): 1128–1129. PMID 16728609. doi:10.1126/science.312.5777.1128.